# Фаустов, Анатолий Степанович
Анатолий Степанович Фаустов (1929—2017) — доктор медицинских наук, профессор, ректор ВГМУ (1984—1999).

## Биография
Родился 12 декабря 1929 года в селе Каплино (ныне Старооскольский район, Белгородская область). Окончил Воронежский государственный медицинский институт (1954, лечебный факультет, с отличием).
Работал в Воронежском медицинском университете с 1957 года: ассистент, старший преподаватель, доцент, профессор (1972), заведующий кафедрой общей гигиены (1980—2007), декан педиатрического факультета (1965—1971), проректор по научной работе (1971—1983), ректор (1984—1999).
Автор книг: «Производство синтетического каучука и вопросы гигиены труда» (Воронеж,1996), «Защита и спасение человека в авиации» (Москва; Воронеж, 1999), «Фрагменты психогигиены» (Воронеж, 2005).
Доктор медицинских наук (1971), академик МАН, Польской медицинской академии, заслуженный работник высшей школы Российской Федерации (2007).
Награждён золотыми медалями Всемирной академии медицины А. Швейцера (2000) и Российского фонда мира (2001).
Умер 27 августа 2017 года. Похоронен в Воронеже на Коминтерновском кладбище.

## Семья
Сын, Андрей Анатольевич Фаустов (род. 8 мая 1961) — литературовед, доктор филологических наук (1998), профессор Воронежского университета (с 2001 года), с 2008 года заведующий кафедрой русской литературы, с 2017 года — кафедрой истории и типологии русской и зарубежной литературы ВГУ. Автор изданных в Воронеже монографий «Авторское поведение в русской литературе» (1997), «Язык переживания в русской литературе» (1998), «Очерки по характерологии русской литературы середины XIX века» (1998; совместно с С. В. Савинковым), «Авторское поведение Пушкина» (2000), «Герменевтика личности в творчестве А. С. Пушкина» (2003) и др. Главный редактор журнала «Филологические записки» (с 2005 г.).